# Odilon Soares
Odilon da Silva Soares, (Pinheiro, 1º de janeiro de 1902 – local não informado, 8 de julho de 1958) foi um médico e professor e político brasileiro que foi deputado federal pelo Maranhão.

## Dados biográficos
Filho de Tito Duarte Soares e Maria Tereza da Silva Soares. Graduado em Medicina na Universidade Federal do Rio de Janeiro em 1928, foi auxiliar técnico na cadeira de Anatomia e ao voltar para o Maranhão foi cirurgião na Santa Casa de Misericórdia de São Luís, chefe de clínica cirúrgica em outros hospitais do estado e diretor da Liga Maranhense contra a Tuberculose.
Professor de alemão no Liceu Maranhense, foi eleito deputado federal pelo PSD em 1945 e tomou parte na elaboração da Constituição de 1946. Candidato a reeleição pelo PST no pleito subsequente, obteve apenas uma suplência.